# Eberhard Herwarth von Bittenfeld
Eberhard Herwarth von Bittenfeld (ur. 4 września 1796 w Werther, zm. 2 września 1884 w Bonn) – pruski feldmarszałek (Generalfeldmarschall).

## Życiorys
Eberhard Herwarth von Bittenfeld wywodził się z arystokratycznej rodziny z której pochodziło wielu oficerów armii pruskiej. Wstąpił do wojska w 1811 r. i brał udział w VI. Koalicji Antyfracuskiej, w czasie której walczył między innymi pod Lützen i Paryżem. Podczas rewolucji marcowej w 1848 r. pełnił służbę w pałacu królewskim jako pułkownik 1. Pułku Gwardii. W 1852 roku został awansowany na generała brygady, a w 1856 r. na generała dywizji. W 1860 roku został dowódcą VII. Korpusu Armijnego. W 1864 roku, podczas wojny niemiecko-duńskiej, dowodził wojskami pruskimi w Szlezwiku oraz udanym desantem na wyspę Als. Dwa lata później, podczas wojny prusko-austriackiej stanął na czele Armii Łaby, która zajęła Drezno i pokonała wojska austriacko-saksońskie pod Königgrätz. W 1870 r. nie brał już bezpośredniego udziału w wojnie francusko-pruskiej jednak był zaangażowany w przygotowaniach do ewentualnego kontrataku wojsk francuskich na terytorium Niemiec. W sierpniu 1871 r. zostały awansowany do stopnia feldmarszałka (Generalfeldmarschall), po czym odszedł na emeryturę. Resztę życia spędził w Bonn, gdzie zmarł w 1884 r. Od 1889 r. jego imię nosił 13. (1. westfalski) pułk piechoty.

## Odznaczenia
Odznaczenia von Bittenfelda to między innymi:
- Order Orła Czarnego na łańcuchu
- Krzyż Wielki Orderu Orła Czerwonego z liśćmi dębu i mieczami
- Order Królewski Korony I klasy z liśćmi dębu
- Krzyż Wielki Orderu Hohenzollernów z gwiazdą
- Order Pour le Mérite
- Order Świętego Jana
- Order Hohenzollernów I klasy ordynku książęcego z mieczami
- Krzyż Wielki Orderu Alberta Niedźwiedzia (Anhalt)
- Krzyż Wielki Orderu Lwa Zeryngeńskiego (Badenia)
- Krzyż Wielki Orderu Ludwika (Hesja)
- Medal Zasługi Wojskowej (Lippe-Detmold)
- Krzyż Zasługi Orderu Domowego Lippe z mieczami (Schaumburg-Lippe)
- Krzyż Zasługi Wojskowej II klasy (Meklemburgia)
- Kawaler Krzyża Wielkiego Orderu Lwa Niderlandzkiego (Niderlandy)
- Kawaler Orderu Marii Teresy (Austro-Węgry)
- Komandor Orderu Leopolda (Austro-Węgry)
- Kawaler Orderu Żelaznej Korony I klasy
- Order Świętej Anny II klasy (Imperium Rosyjskie)
- Order Świętego Stanisława I klasy (Imperium Rosyjskie)
- Krzyż Wielki Orderu Ernestyńskiego (Saksonia)
- Order Osmana I klasy (Imperium Osmańskie)
- Krzyż Zasługi Wojskowej I klasy (Waldeck)